# Idaea parvularia
Idaea parvularia là một loài bướm đêm trong họ Geometridae.